# Platygaster rufidens
Platygaster rufidens är en stekelart som beskrevs av Fouts 1925. Platygaster rufidens ingår i släktet Platygaster och familjen gallmyggesteklar. Inga underarter finns listade i Catalogue of Life.